# Задобже (Мазовецьке воєводство)
Задобже (пол. Zadobrze) — село в Польщі, у гміні Пйонки Радомського повіту Мазовецького воєводства.
Населення — 143 особи (2011).

## Демографія
Демографічна структура станом на 31 березня 2011 року:
|          | Загалом | Допрацездатний вік | Працездатний вік | Постпрацездатний вік |
| -------- | ------- | ------------------ | ---------------- | -------------------- |
| Чоловіки | 74      | 16                 | 52               | 6                    |
| Жінки    | 69      | 16                 | 42               | 11                   |
| Разом    | 143     | 32                 | 94               | 17                   |